# Dorthe Kollo
Dorthe Kollo (født Dorthe Larsen 17. juli 1947 på Frederiksberg) er en dansk schlager- og dansktopsangerinde, som har boet i både Danmark og Tyskland. Hun har haft varige succeser i Danmark op gennem 60'erne og 70'erne med "Gid du var i Skanderborg" og "Velkommen til verden" – sidstnævnte med musik skrevet af Benny Andersson og Björn Ulvaeus fra ABBA – samt flere duetter med Johnny Reimar, der har ligget højt på hitlisterne. I 1964 blev hun lanceret i Tyskland på Bent Fabricius-Bjerres pladeselskab Metronome, hvor hun slog igennem med "Junger Mann mit roten Rosen" ved en schlagerfestival i Baden-Baden.
Hun fik en pladekontrakt som 9-årig i 1956 efter at have vundet en talentkonkurrence og udgav singlen "Min piphans" året efter.
I perioden 1967-77 var hun gift med operasangeren René Kollo og fik med ham datteren Nathalie i 1967. Senere blev hun gift med Bernd Klinkert (1983-1988). De fik datteren Jill sammen.
Dorthe Kollo blev senere gift med filmproduceren Just Betzer (1996-2000) og flyttede til Los Angeles. Dette forhold holdt ikke, de blev skilt. Hun levede senere en omtumlet periode i Wassersleben ved Flensborg. Hun blev 2007 gift med skibsrederen Heiner Dettmer. Dagligdagen leves i Bremen og ferierne på Mallorca.